# Carl Gustaf Söderstrand
Carl Gustaf Söderstrand, född 9 september 1800 i Åbo, död 22 april 1862 i Åbo, var en finländsk målarmästare och företagare.
Carl Gustaf Söderstrands var son till sjötullmästaren Daniel Söderstrand och Elisabet Söderstrand. Han utbildade sig till målare. Han blev lärling i Åbo 1812, gesäll 1821 och kom till Stockholm 1825. Där fick han tillfälle att på sin fritid under två år gå på Konstakademiens pricip- och antikskolor. Han blev målarmästare 1829.
Han tog 1830 initiativ till att grunda Åbo ritskola som Finlands första konstskola, ursprungligen avsedd enbart för Åbo målarämbetes lärlingar och gesäller. Carl Gustaf Söderstrand var skolans huvudsakliga finansiär och dess enda lärare under skolans första femton år. Skolan omorganiserades 1846 för att bli landets första öppna konstskola för att tillgodose också blivande artisters utbildningsbehov. Som ny huvudlärare rekryterades Robert Wilhelm Ekman, men också Söderstrand kvarstod som lärare. Han har målat Yttersta domen i Keuru gamla kyrka och gjort dekorationsmåleriet i denna.
Skolan låg på den gård vid Biskopsgatan 8 i hörnet mot Agricolagatan, vilken Carl Gustaf Söderstrand uppfört med början 1837 och där han också hade sin verkstad. Han kunde också 1850 där starta ett litografiskt tryckeri.
Han blev Åbo mälarämbetes ålderman mot slutet av 1830-talet. Han Var gift med Carolina Malmstedt (född 1807) och hade sju barn.